# ラムとコカコーラ
「ラムとコカコーラ」(Rum and Coca-Cola) は、ライオネル・ベラスコが作曲し、ロード・インヴェイダーが作詞したカリプソの人気曲。アメリカ合衆国においては、エンターテナーのモーリー・アムステルダムの名義で著作権登録され、1945年にアンドリューズ・シスターズによってヒットし、『ビルボード』誌のポップ・シングル・チャートで10週間にわたって首位に立ち続けた。

## 歴史
この曲は、アメリカ合衆国ではアムステルダムが作詞し、ジェリ・サリヴァン (Jeri Sullivan) とポール・バロン (Paul Baron) が作曲したものとして登録された。旋律は、それ以前にベネズエラのカリプソ作曲家ライオネル・バラスコが「L'Année Passée」（「過ぎ去りし年」といった意）と題して発表していたものであったが、それ自体がマルティニークの民謡を下敷きにした作品であった。「ラムとコカコーラ」の歌詞は、トリニダードのカリプソ・ミュージシャンだったルパート・グラント (Rupert Grant)が書いたもので、彼は芸名としてロード・インヴェイダーを名乗っていた。
1943年9月、この曲がトリニダードの地元でヒットし、人気の絶頂だったときに、アムステルダムが米国慰問協会 (USO) の一員として島へ公演にやってきた。アムステルダムは、島に滞在していたひと月ほどの間にロード・インヴェイダーのバージョンの曲を聴いたことは一度もなかったと主張したが、アムステルダムの書いた歌詞は明らかにロード・インヴェイダーの歌詞に基づいたものであり、旋律やコーラスは事実上同じものであった。また、アムステルダムのバージョンの歌詞は、社会風刺的内容を削ぎ落としたものであった。ロード・インヴェイダーのバージョンでは、米軍の兵士たちが地元の女性たちを堕落させているとして「ヤンキーたちは彼女たちをうまくあしらい/いい値段を付ける (saw that the Yankees treat them nice/and they give them a better price)」といった歌詞があった。最後の連では新婚のカップルが破局する様が「花嫁は兵士の若者と駆け落ちし/愚かな夫は頭がおかしくなる (the bride run away with a soldier lad/and the stupid husband went staring mad)」と歌われる。アムステルダムのバージョンにも、女性たちが自発的に売春行為をしているような示唆が盛り込まれており、ロード・インヴェイダーのバージョンそのままのコーラスが「母も娘も/ヤンキーの金のために働いている (Both mother and daughter/Working for the Yankee dollar)」と、そのまま使われている。
Since the Yankee come to Trinidad

They got the young girls all goin' mad

Young girls say they treat 'em nice

Make Trinidad like paradise
ヤンキーがトリニダードへやって来て

若い女の子たちはみんな彼らの虜

女の子たちは、彼らが優しくしてくれるという

おかげでトリニダードは楽園のようだ
アンドリューズ・シスターズの面々も、この曲の歌詞にはほとんど意を払わなかった。パティ・アンドリューズは後に、「私たちは、収録日は決まってたけど、歌う曲の楽譜が来たのはその前の晩だった。曲の内容はほとんど分かっちゃいなかったけど、やるときになったり、少し延長して時間をかけて、とにかく仕上げた。まったく奇跡だった。実際のところ、編曲なんかもフェイクだし。ここでのフェイクとは業界スラングで「即興でのアレンジ」という意味。「譜面に書かれている通りではない。もっとプロっぽく個性をだすもの。」である。書かれた編曲の譜面なんかの材料のなかったし、その場でフェイクした。(We had a recording date, and the song was brought to us the night before the recording date. We hardly really knew it, and when we went in we had some extra time and we just threw it in, and that was the miracle of it. It was actually a faked arrangement. There was no written background, so we just kind of faked it.)」と述べている。こうして10分足らずで録音されたレコードが、700万枚を売り上げ、『ビルボード』誌のチャートで10週間にわたって首位に立った。
マクシーン・アンドリューズは後に、「アンドリューズ・シスターズが『ラムとコカコーラ』を気に入ったのはリズムだった。歌詞のことなんか考えてなかったわ。歌詞があって、キュートだったけど、それが何を意味しているかなんて考えなかった。その時は他の誰もそんなこと考えてもいなかった。だって当時の私たちは今のように道徳に関する考えが自由じゃなかったし、色々ね、本当に、言い訳も何もない。ただ私たちの考えが及ばないことだった (The rhythm was what attracted the Andrews Sisters to 'Rum and Coca-Cola'. We never thought of the lyric. The lyric was there, it was cute, but we didn't think of what it meant; but at that time, nobody else would think of it either, because we weren't as morally open as we are today and so, a lot of stuff—really, no excuses—just went over our heads)」と語っている。一部のラジオ局は、この曲がラム酒に言及しており、酒類の放送上での広告が禁じられていたことを踏まえて、この曲を放送することを拒んだ。
CD『Songs That Won The War Vol. 8 Swing Again, Yes Indeed!』の解説で、エドワード・ハビブ (Edward Habib) は、「『ラムとコカコーラ』にはいやらしい歌詞が盛り込まれているが、曲をヒットに値しないものにしてしまうほどひどいものではない ... 40年代にはコメディアンが歌を書くのは良くあることで、フィル・シルヴァース、ジョーイ・ビショップ、ジャッキー・グリーソンらがヒット曲を書いていた。『ラムとコカコーラ』は数多くのレコードがあるが、アンドリューズ・シスターズのバージョンは他をはるかに圧して最も人気がある。」と述べている。
「ラムとコカコーラ」がリリースされた後、ベラスコとロード・インヴェイダーは、この曲の楽曲と歌詞をそれぞれ著作権侵害で訴えた。その後裁判闘争を経て、1948年になって、ふたりの原告は勝訴し、ロード・インヴェイダーは15万ドルのロイヤルティーを獲得した。その一方で、モーリー・アムステルダムもこの曲に対する書作権の維持が認められた。ロード・インヴェイダーは、「ラムとコカコーラ」の続編にあたる曲として「ヤンキー・ダラー (Yankee Dollar)」を書いた。

## 日本語での歌唱
チエコ・ビューティーは、2017年にこの曲を日本語の歌詞でカバーし、シングルをリリースした。LIME RECORDSの selector HEMO そして、YOGIEによる日本語歌詞

## 関連文献
- Louis Nizer (1961/1963), My Life in Court, reprint, New York:  Pyramid, Chapter 3, "Talent", pp. 265–327.